# 유하 (악신효후)
유하(劉何, ? ~ ?)는 전한의 제후로, 광천유왕의 손자이다.

## 행적
아버지 유강의 뒤를 이어 악신후(樂信侯)에 봉해졌다.
시호를 효라 하였고, 아들 유하가 작위를 이었다.

## 출전
- 반고, 《한서》 권15하 왕자후표 下

| 선대 아버지 악신경후 유강 | 전한의 악신후 ? ~ ? | 후대 아들 악신절후 유하 |